# Schlacht bei Tolvajärvi
Karelische Landenge

1. Summa – Taipale  (Kelja) – 2. Summa – Honkaniemi – Wiborg Bucht
Ladoga-Karelien

Tolvajärvi – Kollaa

Kainuu

Suomussalmi (Raate Straße) – Kuhmo
Lappland

Salla – Petsamo
Die Schlacht bei Tolvajärvi, auch bekannt als Schlacht der gefrorenen Seen, ereignete sich am 12. Dezember 1939 im Rahmen des Winterkriegs zwischen finnischen und sowjetischen Verbänden am Ladogasee in Karelien. Dem sowjetischen Angriff der 139. Schützendivision unter Brigadekommandeur N. I. Beljajew, der den Durchbruch zum Ziel hatte, stand die Gruppe Talvela unter dem Kommando von Paavo Talvela und das 16. Regiment unter Aaro Pajari gegenüber, welche zum 4. Korps gehörten. Den Finnen gelang es den Vorstoß der Sowjets abzuwehren und die 139. Division zurückzuwerfen. Es war der erste größere finnische Erfolg im Winterkrieg.

## Vorgeschichte
Am 30. November 1939 griff die Sowjetunion Finnland an, welches zahlenmäßig sowie technisch klar unterlegen war. Von Leningrad bis Murmansk beteiligten sich vier sowjetische Armeen an der Invasion. Die Mannerheimlinie in Südkarelien hielt jedoch den ersten Angriffen der Roten Armee stand. Die sowjetische 8. Armee (Generalmajor I. N. Chabarow) sollte deswegen nördlich des Ladogasees durchbrechen und dann nach Süden schwenken um die Mannerheimlinie zu umgehen und in deren Rücken zu fallen.
Tolvajärvi kam dabei eine besondere strategische Bedeutung zu, weil durch den Ort eine der wenigen Straßen in der Region führte. Südwestlich von Tolvajärvi spaltete diese sich in mehrere Stränge auf. Von dort aus wäre ein weiterer sowjetisches Vorstoß ins Landesinnere für die Finnen kaum noch aufzuhalten gewesen.

### Positionierung der Truppen
Das Gebiet, in welchem Tolvajärvi lag, auch Ladoga-Karelien genannt, wurde vom finnischen 4. Korps (General Woldemar Hägglund, 12. und 13. Division) verteidigt.
Da es, abgesehen von der Schlüsselstraße, nur wenig und schlechte Infrastruktur gab, waren die einzelnen sowjetischen Divisionen weit versprengt. Die Finnen wollten dies nutzen, um ihre zahlenmäßige Unterlegenheit zu kompensieren und die Divisionen einzeln zu vernichten. Das Gebiet wurden von der Gruppe Talvela des 4. Korps besetzt. Die Verbände der Gruppe Talvela auf der Straße nach Tolvajärvi wurden zudem vom 16. Schützenregiment des 4. Korps verstärkt.
Am 7. Dezember erreichte schließlich die 139. Schützendivision der Roten Armee, ohne Unterstützung der weiter langsameren 155. Schützendivision, das Gebiet nördlich des Ladogasees vor Tolvajärvi, welches sich durch gefrorene Seen, Sümpfe und dichte Taiga auszeichnete. Das 718. Regiment der Division wurde in dem Dorf Hirvasvaara positioniert und bildete die nördliche Flanke während das 609. Regiment im Zentrum ein ehemaliges Hotel auf einem Hügel einer Halbinsel besetzte. Das 364. Regiment hielt südlich davon eine Brücke, welche auf die Halbinsel des Hotels führte.

## Schlachtverlauf

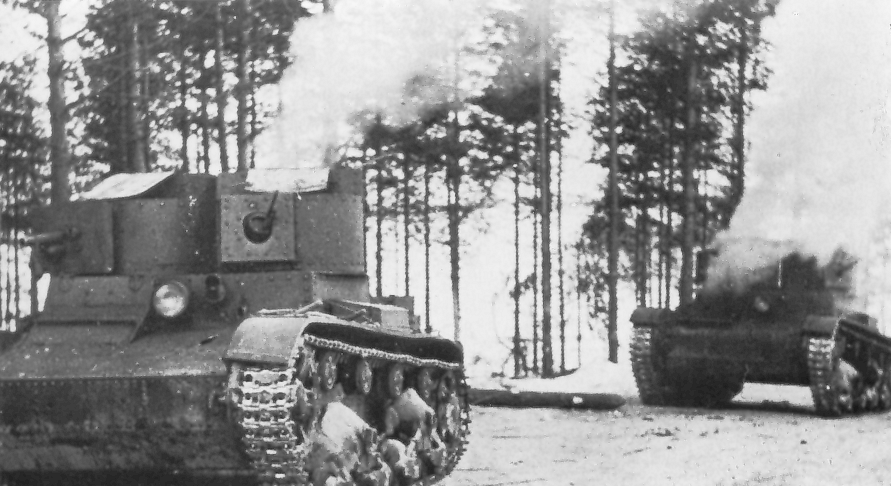
Vernichtete sowjetische T-26

Die Finnen erkannten ihre Chance. Da die 155. Schützendivision an ihrer nördlichen Flanke nur äußerst langsam vorankam und weit zurückgefallen war, würde diese nicht in der Lage sein, die 139. Schützendivision zu unterstützen.

### Planung
Somit entschied sich die Gruppe Tavela zum Angriff. Der finnische Plan sah vor, die sowjetische Division durch zwei Zangenangriffe über den zugefrorenen See Hirvasjärvi und dem der Ortschaft gleichnamigen See Tolvajärvi einzukreisen. Beide Angriffe sollten um 8 Uhr morgens beginnen. Währenddessen bestand die sowjetische Hauptbemühung darin, einen Frontangriff mit den Regimentern 609. und 364. über den Tolvajärvisee auf die finnischen Stellungen zu führen, während das 709. Regiment, durch Waldgebiete im Norden, die Finnen umgehen sollte. Nach mehren Störaktionen, Überfällen, Gefechten und Hinterhalten der Finnen ab dem 8. Dezember begann der Angriff der Finnen am 12. Dezember.

### Nordangriff
Die aus zwei Bataillonen bestehende finnische Nordeinsatzgruppe Malkamäki stieß bald auf sowjetischen Widerstand. Tatsächlich traf sie auf das sowjetische 718. Regiment, das dem russischen Plan entsprechend einen eigenen Angriff auf die finnische Flanke vorbereitete. Gegen Mittag zogen sich die finnischen Truppen auf ihre eigenen Linien zurück. Obwohl der finnische Angriff im Norden seine Ziele nicht erfüllte, hinderte er die 718. daran, ihrerseits die finnische Flanke anzugreifen und auch Verstärkungen nach Süden zu schicken.

### Zentrum und Südangriff

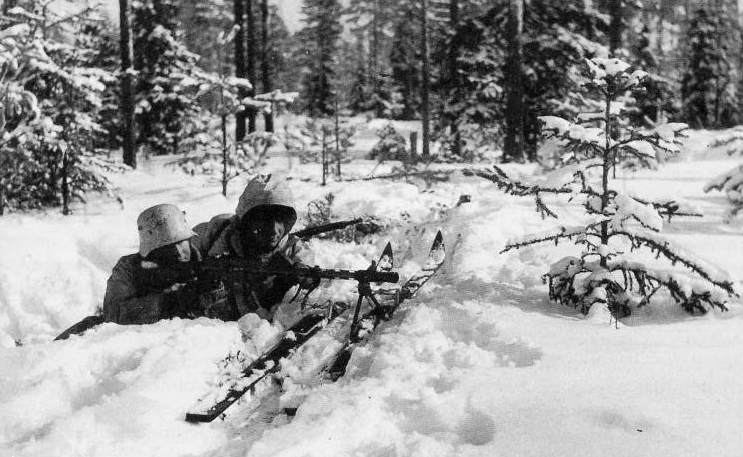
Finnische Soldaten im Gefecht

Südlich bereitete sich währenddessen das 2. Bataillon des finnischen 16. Regiments, die Einsatzgruppe Pajari, auf ihren Angriff auf der Straße nach Tolvajärvi vor. Diese Vorbereitungen wurden durch einen Angriff des sowjetischen 609. Regimentes unterbrochen. Die Finnen konnten dennoch angreifen, nachdem sie Artillerieunterstützung erhalten hatten. Der finnische Angriff setzte sich in Richtung des Hotels fort, das auf der Halbinsel zwischen den beiden Seen lag. Dort kam der Angriff zum Stehen. Die Finnen beschlossen ihre Reserven in einem Zangenangriff auf die sowjetischen Truppen in der Stellung beim Hotel einzusetzen. Am Ende wurde das Hotel genommen und darin der getötete sowjetische Regimentskommandeur des 609. Regiments sowie die Regimentspapiere und damit Informationen über den sowjetischen Angriffsplan gefunden.
Im Süden gelang es der finnischen Einsatzgruppe des 112. Bataillons, zusammen mit den zwei Bataillonen der Einsatzgruppe Pajari, welche die Halbinsel und das Hotel genommen hatten, nach heftigen Kämpfen die Brücke, die die Halbinsel des Hotels mit dem 364. sowjetischen Regiment verband, einzunehmen. Die 139. Division zog sich daraufhin vollkommen zurück.
Die Finnen konnten der Roten Armee schwere Verluste zufügen, nahmen aber die Verfolgung wegen schwerem Artilleriebeschuss nicht sofort auf. Am Morgen des 14. Dezembers befahl Oberst Talvela einen neuen Angriff und die bereits geschwächte sowjetische 139. Schützendivision wurde zurückgedrängt und später in mehreren Rückzugsgefechten bis zum 23. Dezember 1939 vernichtet.

## Folgen

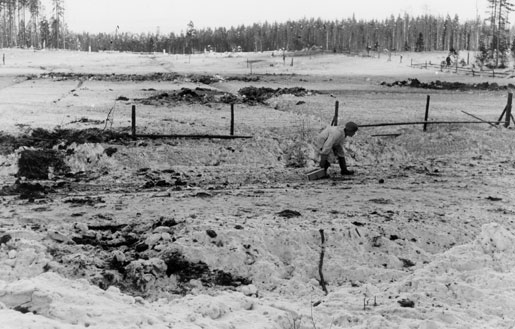
Finnischer Munitionsträger

Die finnischen Verluste betrugen mit den Operationen, die auf den 12. Dezember folgten, etwa 2.000 Mann. Die sowjetischen Verluste werden auf über 5.000 geschätzt.
Die Finnen erbeuteten viel Ausrüstung. Geschütze von zwei Artilleriebatterien, Panzerabwehrkanonen, etwa zwanzig T-26-Panzer und 60 Maschinengewehre. Die Schlacht war ein wichtiger Offensivsieg für die Finnen und sehr wichtig für die Moral der gesamten finnischen Armee.
Nach dem erfolgreichen finnischen Gegenangriff wurden in dieser Region keine größeren Schlachten mehr ausgetragen. Die Finnen hielten den Frontabschnitt bis zum Ende des Winterkrieges.
Zwei Kommandeure von finnischer Seite wurden befördert. Paavo Talvela wurde am 18. Dezember 1939 vom Oberst zum Generalmajor befördert. Aaro Pajari wurde am 18. Dezember 1939 zum Oberst befördert. General Beljajew wurde am 16. Dezember 1939 als Kommandant entlassen, behielt aber seinen Rang. Im Juni 1940 wurde er jedoch rehabilitiert.